# Mawson-Küste
Koordinaten: 68° S, 64° O
Die Mawson-Küste ist ein Küstenabschnitt des ostantarktischen Mac-Robertson-Lands. Sie reicht von der William Scoresby Bay bei 59° 34′ O bis zum Murray-Monolith bei 66° 54′ O. In diesem Gebiet liegt die Mawson-Station.
Teilnehmer der British Australian and New Zealand Antarctic Research Expedition (BANZARE, 1929–1931) unter der Leitung des australischen Polarforschers Douglas Mawson sichteten die Küste erstmals. Diese erkundeten zudem zwischen 1930 und 1931 nach Anlandungen den sich anschließenden Küstenabschnitt zwischen Kap Bruce bei 67° 25′ östlicher Länge und dem Scullin-Monolith bei 67° 47′ östlicher Länge. Das Antarctic Names Committee of Australia (ANCA) benannte die Küste nach Douglas Mawson in Anerkennung seiner bedeutenden Beiträge in der Antarktisforschung.